# Niedźwiedza (rejon drohobycki)
Niedźwiedza – wieś na Ukrainie w rejonie drohobyckim należącym do obwodu lwowskiego.